# Jezioro Grójeckie
Jezioro Grójeckie – jezioro w gminie Siedlec, w pow. wolsztyńskim, w woj. wielkopolskim, leżące na terenie Bruzdy Zbąszyńskiej i jest jednym z ciągu Jezior Zbąszyńskich.

## Charakterystyka
Powierzchnia zwierciadła wody według różnych źródeł wynosi od 70,0 ha do 70,5 ha.
Zwierciadło wody położone jest na wysokości 52,9 m n.p.m.. Średnia głębokość jeziora wynosi 1,9 m, natomiast głębokość maksymalna 5,6 m.
W oparciu o badania przeprowadzone w 2002 roku wody jeziora zaliczono wody jeziora zaliczono do wód pozaklasowych i poza kategorią podatności na degradację.
Jezioro zasila rzeka Obra (Północny Kanał Obry) dopływająca do środkowej części jeziora szerokim kanałem. W krańcu południowo-wschodnim wpływa rzeka Szarka. Z północy, poprzez przesmyk odpływa rzeka Obra do Jeziora Nowowiejskiego.